# موسیقی فردا
موسیقی فردا (کره‌ای: 내일도 칸타빌레) یک مجموعهٔ تلویزیونی کره جنوبی اقتباسی از مانگای ژاپنی به نام نودامه کانتابیله از توموکو نینومیا است. در این مجموعه جو وون، شیم اون کیونگ، پارک بو گوم و گو کیونگ پیو بازی کردند و از ۱۳ اکتبر تا ۲ دسامبر ۲۰۱۴، روزهای دوشنبه و سه‌شنبه ساعت ۲۱:۵۵ (کی‌اس‌تی) از کی‌بی‌اس۲ برای ۱۶ قسمت پخش شد.
موسیقی فردا دومین همکاری پلتفرم توزیع دیجیتال آمریکایی درامافیور و یک شرکت پخش کره‌ای پس از اثر موفق وارثان در سال ۲۰۱۳ است.

## بازیگران

### اصلی
- جو وون در نقش چا یو جین[۱۰][۱۱][۱۲][۱۳]
  - چوی کوان سو در نقش جوانی یو جین
- شیم اون کیونگ در نقش سول نه ایل[۱۴][۱۵]
- پارک بو گوم در نقش لی یون هو
- گو کیونگ پیو در نقش یو ایل راک[۱۶]